# Parafia Niepokalanego Poczęcia Najświętszej Maryi Panny w Olbrachcicach
Parafia Niepokalanego Poczęcia Najświętszej Maryi Panny w Olbrachcicach – parafia rzymskokatolicka w metropolii katowickiej, diecezji opolskiej, dekanacie bialskim. 
Parafię obsługuje proboszcz parafii św. Jana Chrzciciela w Solcu.

## Historia
Od XIV w. Olbrachcice należały do klasztoru paulińskiego w Mochowie. Kościół filialny wybudowano w 1861. Parafię erygowano w 1895, wyodrębniając jej obszar z parafii w Solcu. W 1936 przyłączono Słoków, który wcześniej należał do parafii w Nowym Browińcu. Kościół konsekrował w 1911 sufragan wrocławski bp Karl Augustin. Z parafii pochodzili dwaj biskupi: Karl Augustin i Wacław Wycisk. Bp Wycisk pochowany jest na miejscowym cmentarzu parafialnym. Parafia liczy 390 wiernych.